# Winnebago (Minnesota)
Winnebago is een plaats (city) in de Amerikaanse staat Minnesota, en valt bestuurlijk gezien onder Faribault County.

## Demografie
Bij de volkstelling in 2000 werd het aantal inwoners vastgesteld op 1487.
In 2006 is het aantal inwoners door het United States Census Bureau geschat op 1398, een daling van 89 (-6,0%).

## Geografie
Volgens het United States Census Bureau beslaat de plaats een oppervlakte van
5,7 km², geheel bestaande uit land. Winnebago ligt op ongeveer 339 m boven zeeniveau.

## Plaatsen in de nabije omgeving
De onderstaande figuur toont nabijgelegen plaatsen in een straal van 24 km rond Winnebago.